# Music of the Sun
Music of the Sun is het debuutalbum van zangeres Rihanna. Het album werd uitgebracht onder het label Def Jam.

## Tracklist
Standaard editie
| Nr.                  | Titel                                                 | Schrijver(s)                                                                                     | Producent(en)                                          | Duur |
| -------------------- | ----------------------------------------------------- | ------------------------------------------------------------------------------------------------ | ------------------------------------------------------ | ---- |
| 1.                   | "Pon de Replay"                                       | Alisha Brooks • Vada Nobles • Evan Rogers • Carl Sturken                                         | Nobles • Rogers • Sturken                              | 4:06 |
| 2.                   | "Here I Go Again" (met J-Status)                      | Rogers • Sturken • R. Fenty • J-Status                                                           | Rogers • Sturken                                       | 4:11 |
| 3.                   | "If It's Lovin' that You Want"                        | Jean Claude Oliver • Samuel Barnes • Makeba • Alaxsander Mosely • Scott LaRock • Lawrence Parker | Poke and Tone • Spanador • Rogers • Sturken            | 3:28 |
| 4.                   | "You Don't Love Me (No, No, No)" (met Vybz Kartel)    | Willie Cobbs • Ellas McDaniel                                                                    | Rogers • Sturken • D. "Supa Dups" Chin-quee            | 4:20 |
| 5.                   | "That La, La, La"                                     | Full Force • D. Emile                                                                            | Full Force • D. Emile • Johnny Nice • Rogers • Sturken | 3:45 |
| 6.                   | "The Last Time"                                       | Rogers • Sturken                                                                                 | Rogers • Sturken                                       | 4:53 |
| 7.                   | "Willing to Wait"                                     | Rogers • Sturken • Fenty • Cotton Greene • Henry Redd • Nathan Watts • June Deniece Williams     | Rogers • Sturken                                       | 4:37 |
| 8.                   | "Music of the Sun"                                    | Rogers • Sturken • Fenty • Diane Warren                                                          | Rogers • Sturken                                       | 3:56 |
| 9.                   | "Let Me"                                              | Makeba • Mikkel S.E • Tor Erik Hermansen • Rogers • Sturken                                      | StarGate • Rogers • Sturken                            | 3:56 |
| 10.                  | "Rush" (met Kardinal Offishall)                       | Rogers • Sturken                                                                                 | Rogers • Sturken                                       | 3:09 |
| 11.                  | "There's a Thug in My Life" (met J-Status)            | Rogers • Sturken • E. Jordan                                                                     | Rogers • Sturken                                       | 3:18 |
| 12.                  | "Now I Know"                                          | Rogers • Sturken • Fenty                                                                         | Rogers • Sturken                                       | 5:00 |
| 13.                  | "Pon de Replay Remix" (met Elephant Man) (bonustrack) | Brooks • Nobles • Rogers • Sturken                                                               | Nobles • Rogers • Sturken                              | 3:37 |
| Totale lengte: 50:16 |                                                       |                                                                                                  |                                                        |      |

Verenigd Koninkrijk bonustrack
| Nr.                  | Titel                     | Schrijver(s)                | Duur |
| -------------------- | ------------------------- | --------------------------- | ---- |
| 14.                  | "Should I" (met J-Status) | Rogers • Sturken • J-Status | 3:06 |
| Totale lengte: 53:22 |                           |                             |      |

Japanse bonustracks
| Nr.                  | Titel                     | Schrijver(s)                | Duur |
| -------------------- | ------------------------- | --------------------------- | ---- |
| 14.                  | "Should I" (met J-Status) | Rogers • Sturken • J-Status | 3:06 |
| 15.                  | "Hypnotized"              | Rogers • Sturken • Fenty    | 4:15 |
| Totale lengte: 57:37 |                           |                             |      |

## Singles
- Pon de Replay werd de eerste single van het album Music of the Sun.
- If It's Lovin' that You Want werd de tweede single van het album.
- Let Me werd de derde single; deze plaat werd alleen uitgebracht in Japan.

### Singles met hitnoteringen in Nederland/Vlaanderen
| Single met eventuele hitnotering(en) in de Nederlandse Top 40 | Datum van verschijnen | Datum van binnenkomst | Hoogste positie | Aantal weken | Opmerkingen              |
| ------------------------------------------------------------- | --------------------- | --------------------- | --------------- | ------------ | ------------------------ |
| Pon de Replay                                                 | 22-08-2005            | 10-09-2005            | 18              | 10           | #15 in de Single Top 100 |
| If It's Lovin' that You Want                                  | 28-11-2005            | 11-02-2006            | 17              | 7            | #13 in de Single Top 100 |

| Single met hitnotering(en) in de Vlaamse Ultratop 50 | Datum van verschijnen | Datum van binnenkomst | Hoogste positie | Aantal weken | Opmerkingen |
| ---------------------------------------------------- | --------------------- | --------------------- | --------------- | ------------ | ----------- |
| Pon de Replay                                        | 2005                  | 17-09-2005            | 5               | 20           |             |
| If It's Lovin' that You Want                         | 2007                  | 31-12-2005            | 25              | 10           |             |

## Credits en personeel
- Robyn Fenty AKA Rihanna - vocalen
- Avril Brown – viool
- Kenneth Burward-Hoy – viool
- Cenovia Cummins – viool
- Stephanie Cum – cello
- Lawrence Glazener – contrabas
- Tristan Hart – altviool
- Yana Goichman – viool
- Ann Leathers – viool
- Vince Lionti – altviool
- Richard Locker – cello
- Jan Mullen – viool
- Elizabeth Nielson – viool
- Mark Orrin Shuman – cello
- Sue Pray – viola
- Debra Shufelt – viool
- Marti Sweet – viool
- Uri Vodoz – viool
- Carol Wener – viool
- Kez Chan - beats
- Meg Wong- beats

### Productie
- Executive producers: Carter Administration
- Co-executive producers: Evan Rogers, Carl Sturken
- Vocal producer: Full Force, Evan Rogers
- Vocal assistance: Full Force
- Engineers: Al Hemberger, Matt Noble, Malcolm Pollack
- Assistant engineers: Jason Agel, Roy Matthews, Alex Pinto
- Mixing: Jason Goldstein, Jason Groucott, Al Hemberger
- Mastering: Chris Gehringer
- A&R: Jay Brown, Adrienne Muhammad, Tyran "Ty Ty" Smith
- Design: Tai Linzie
- Art Direction: Andy West
- Fotografie: Tai Linzie, Mark Mann, Ivan Otis

## Verschijningsdata
| Land                | Datum            | Formaat/formaten | Label     |
| ------------------- | ---------------- | ---------------- | --------- |
| Canada              | 30 augustus 2005 | cd               | Universal |
| Verenigde Staten    | 30 augustus 2005 | cd               | Def Jam   |
| Duitsland           | 5 september 2005 | cd               | Universal |
| Verenigd Koninkrijk | 16 februari 2006 | Muziekdownload   | Mercury   |